# Rāghogarh
Rāghogarh är en ort i Indien.   Den ligger i distriktet Guna och delstaten Madhya Pradesh, i den centrala delen av landet, 500 km söder om huvudstaden New Delhi. Rāghogarh ligger 444 meter över havet och antalet invånare är 63 873.
Terrängen runt Rāghogarh är platt, och sluttar västerut. Runt Rāghogarh är det ganska tätbefolkat, med 160 invånare per kvadratkilometer. Rāghogarh är det största samhället i trakten. Trakten runt Rāghogarh består till största delen av jordbruksmark.